# التنصل
التنصل أو الإنكار وهي الحالة التي يقوم فيها أحد طرفي الاتصال المرسل/ أو المستقبل من إنكار إرسال/ أو وصول الرسالة. 

مثال على إنكار المرسل، عميل البنك قد يطلب من البنك الدفع إلى طرف ثالث، ثم ينكر فيما بعد أنه قدم هذا الطلب. مثال على إنكار المستقبل، لو أراد شخص شراء سلعة ودفع إلكترونياً، لكن البائع ينكر وصول المبلغ ويطالب بالدفع.